# Örökké (film, 1989)
Az Örökké (eredeti cím: Always) 1989-ben készült romantikus, misztikus amerikai filmvígjáték, dráma Steven Spielberg rendezésében. Főszereplői Richard Dreyfuss, Holly Hunter és John Goodman, valamint Audrey Hepburn, akinek ez volt az utolsó filmszerepe. A film az 1943-as A Guy Named Joe című film feldolgozása.
A filmet Montanában, a Kootenay Nemzeti Parkban forgatták.

## Cselekmény
Pete Sandich vagány és bátor pilóta, no persze nem az a talpig amerikai katona fajta: ellenséges vadászgépek helyett tomboló erdőtüzeket olt a gépével. Persze érdemeket így is szerez bőven, munka után pedig romantikus kapcsolatát építgeti Dorindával, a csinos légiirányítóval. Pete elég belemenősen végzi a munkáját, gyakran olyan kockázatokat is vállal, melyek életveszélybe sodorják. A film elején ebből ízelítőt is kapunk, amikor kifogy az üzemanyag a gépéből és kényszerleszállást hajt végre, majdnem belezuhanva a dühödt erdőtűzbe. Pete legjobb barátja Al, aki szintén pilóta és aki szintén szeret kockáztatni, így egy alkalommal néhány égő lombkorona felgyújtja Al gépét. Pete az ász, vakmerő manőverrel úgy intézi, hogy az oltóanyagot Al gépére szórja és eloltsa azt. Hősünk, bár barátját megmenti, a saját gépével lezuhan. Egy mennyei erdőben tér magához, ahol egy gyönyörű angyal várja. A férfi ezután testetlen jelenésként visszatér földre, hogy utat mutasson egy fiatal pilótának, aki ugyanarra a karrierre – és ugyanarra a nőre vágyik, mint egykor Pete.

## Szereposztás
| Szerep          | Színész           | Magyar hangja (1. szinkron, 1990) | Magyar hangja (2. szinkron, 2014) |
| --------------- | ----------------- | --------------------------------- | --------------------------------- |
| Pete Sandich    | Richard Dreyfuss  | Balázsi Gyula                     | Görög László                      |
| Dorinda Durston | Holly Hunter      | Balogh Erika                      | Orosz Anna                        |
| Ted Baker       | Brad Johnson      | Szabó Sipos Barnabás              | Varga Gábor                       |
| Al Yackey       | John Goodman      | Hankó Attila                      | Bácskai János                     |
| Hap             | Audrey Hepburn    | Andresz Kati                      | Andresz Kati                      |
| Dave            | Roberts Blossom   | Makay Sándor                      | Kiss László                       |
| Powerhouse      | Keith David       | Vass Gábor                        | Varga Rókus                       |
| Rachel          | Marg Helgenberger | Kocsis Mariann                    | Kis-Kovács Luca                   |